# Чернявская, Мария Николаевна
Мария Николаевна Чернявская, в девичестве — Мёд (1928, село Степано-Крынка, Харцызский район, Сталинский округ, Украинская ССР) — звеньевая свиноводческого совхоза «Металлист» Министерства совхозов СССР, Амвросиевский район Сталинской области, Украинская ССР. Герой Социалистического Труда (1949).

## Биография
Родилась в 1928 году в крестьянской семье в селе Степано-Крынка Харцызского района. В послевоенное время трудилась звеньевой комсомольско-молодёжного звена свиноводческого совхоза «Металлист» Амвросиевского района с центральной усадьбой в посёлке Войковский Амвросиевского района.
В 1948 году звено под её руководством собрало в среднем с каждого гектара по 34,4 центнера пшеницы на участке площадью 38,6 гектара. Указом Президиума Верховного Совета СССР от 6 апреля 1949 года удостоена звания Героя Социалистического Труда за «получение высоких урожаев пшеницы и кукурузы при выполнении совхозом плана сдачи государству сельскохозяйственных продуктов в 1948 году и обеспеченности семенами всех культур в размере полной потребности для весеннего сева 1949 года» с вручением ордена Ленина и золотой медали «Серп и Молот» (№ 3266).
Этим же указом званием Героя Социалистического Труда были награждены директор совхоза «Металлист» Пётр Борисович Янатьев, старший агроном Сергей Иосифович Сологубов, труженики совхоза звеньевые Александра Прокофьевна Губанова, Анна Мироновна Красюк и Пелагея Ивановна Любомищенко.
После выхода на пенсию проживала в Амвросиевском районе.